# William Legge, 5.º conde de Dartmouth
William Walter Legge, 5th Earl of Dartmouth (12 de agosto de 1823-4 de agosto de 1891), estilizado Vizconde Lewisham hasta 1853, fue un noble británico y político conservador.

## Carrera política
Legge fue elegido en 1849 como Miembro del parlamento (MP) por South Staffordshire y mantuvo el puesto hasta 1853, cuando sucedió a su padre, William Legge, 4.º conde de Dartmouth.

## Familia
Lord Dartmouth se casó con Lady Augusta Finch, hija de Heneage Finch, V conde de Aylesford, el 9 de junio de 1946. Tiene dos hijos, William Legge, 6.º conde de Dartmouth (1851–1936) y Henry Legge (1852–1924) y cuatro hijas, quienes no se casaron.